# 青い果実 (ザ・ワイルドワンズの曲)
『青い果実』（あおいフルーツ）は、1968年10月10日に発売されたザ・ワイルドワンズの楽曲である。

## 解説
- 作詞は山上路夫、作曲は加瀬邦彦である。前曲の発売から3ヶ月後の発売。オルガンを全面的に出したソフトロック系の曲。リードボーカルは植田芳暁、歌い出しは鳥塚繁樹と渡辺茂樹が2人で歌っている。オリコンチャートの最高順位は21位、7.3万枚を売り上げるヒットとなった。
- B面は「貝殻の夏」（山上路夫 作詞、加瀬邦彦 作曲）。セリフ入りの曲で、植田芳暁がソロで歌った。

## 収録曲
1. 青い果実(Blue Fruit)
  - 作詞:山上路夫／作曲:加瀬邦彦
2. 貝殻の夏
  - 作詞:山上路夫／作曲:加瀬邦彦